# Прощай, полицейский (фильм)
«Проща́й, полице́йский» (фр. Adieu poulet) — французский художественный фильм 1975 года, поставленный режиссёром Пьером Гранье-Дефером по одноимённому роману Рафа Валле.

## Сюжет
Совершено убийство молодого полицейского. Честный и принципиальный комиссар Вержа не хочет закрывать глаза на нечистоплотные средства предвыборной борьбы политического деятеля Лардатта, чей подручный и совершил преступление. Дело доходит до отстранения комиссара от дела… с повышением в должности, но не в Руане, а в Монпелье, куда ему следует отбыть в ближайшее время.
Вержа, желая вывести на чистую воду банду Лардатта, вместе со своим помощником Лефевром устраивает «спектакль», в результате чего против них начинается расследование на предмет коррупции, и по этой причине он остаётся в Руане. Кольцо вокруг преступника сжимается, загнанный в угол убийца берёт в заложники предавшего его Лардатта, но Вержа… спешит занять свою новую должность.

## В ролях
| Актёр          | Роль                                  |
| -------------- | ------------------------------------- |
| Лино Вентура   | комиссар Вержа                        |
| Патрик Деваэр  | помощник Вержа Лефевр                 |
| Виктор Лану    | нечистый на руку политик Пьер Лардатт |
| Жюльен Гийомар | Леду                                  |
| Пьер Торнад    | Пиньоль                               |
| Клод Риш       | судья Дельмесс                        |
| Клод Броссе    | Антуан Порто                          |

## Премии
- Премия «Сезар» — 1976 год, три номинации:
  - Номинация за лучшую мужскую роль второго плана (Патрик Деваэр),
  - Номинация за лучшую мужскую роль второго плана (Виктор Лану),
  - Номинация за лучший монтаж.